# Eunidia pilicornis
Eunidia pilicornis es una especie de escarabajo longicornio del género Eunidia, categorizada en la tribu Eunidiini, de la subfamilia Lamiinae. Fue descrita por Teocchi, Sudre & Jiroux en 2011.

## Descripción
Mide 4-6 mm de longitud.

## Distribución
Se distribuye por Somalia.